# Homoeocera albizonata
Homoeocera albizonata là một loài bướm đêm thuộc phân họ Arctiinae, họ Erebidae.